# Laura Meriluoto
Laura Jemina Meriluoto, född 1985 i Kuusankoski, är en finländsk politiker (Vänsterförbundet). Hon har arbetat som sakkunnig i organisationsfrågor inom socialbranschen. Hon är ledamot av Finlands riksdag sedan 2023.
Meriluoto blev invald i riksdagsvalet 2023 med 3 358 röster från Savolax-Karelens valkrets.